# Rödgölen (naturreservat)
Rödgölen är ett naturreservat i Norrköpings kommun i Östergötlands län.
Området är naturskyddat sedan 2007 och är 299 hektar stort. Reservatet som ligger i Kolmården omfattar naturskogsartade skogar, mossar och gölar samt sjön Gransjön.